# Tôn Lãng
Tôn Lãng (tiếng Trung: 孫朗; bính âm: Sun Lang), hay Tôn Nhân (tiếng Trung: 孫仁; bính âm: Sun Ren) là tướng lĩnh Đông Ngô thời Tam Quốc trong lịch sử Trung Quốc.

## Cuộc đời
Tôn Lãng quê ở huyện Phú Xuân, quận Ngô, Dương Châu, là con trai thứ của Tôn Kiên với một thiếp thất, là em trai của Tôn Sách, Tôn Quyền, Tôn Dực, Tôn Khuông. Bùi Tùng Chi cho rằng mẹ đẻ của Tôn Lãng họ Đinh. Năm 191, Tôn Kiên tử trận. Tôn Sách an vị mẹ đẻ Ngô phu nhân cùng các em trai tại Giang Đô, rồi Khúc A, không rõ có bao gồm Tôn Lãng hay không.
Năm 222, Tào Phi chia quân ba đường tấn công Giang Đông, Tôn Lãng khi đó giữ chức Định Vũ trung lang tướng, theo Lã Phạm trấn giữ Động Khẩu. Lãng làm trái quân pháp, tự ý phóng hỏa, khiến quân dụng thiếu thốn, đáng tội xử trảm. Lã Phạm biết Lãng là tôn thất, liền bắt giữ giao cho Tôn Quyền xử trí.
Tôn Quyền nổi giận, đổi họ của Lãng thành họ Đinh, giam cầm chung thân. Giang Biểu truyện cho rằng người tham chiến là Tôn Khuông, nhưng khi đó Tôn Khuông đã mất nhiều năm.

## Trong văn hóa
Trong tiểu thuyết Tam quốc diễn nghĩa, Tôn Lãng xuất hiện ở hồi 7, được giới thiệu là con trai của Tôn Kiên với Ngô quốc thái, em gái Ngô phu nhân. Tôn Lãng tự Tảo An (早安), có em gái cùng mẹ là Tôn Nhân, chính là Tôn phu nhân sau này.